# Diethelm Kienapfel
Diethelm Kienapfel (* 23. Juni 1935 in Heiligenbeil) ist ein deutscher Rechtswissenschaftler und ehemaliger Hochschullehrer an der Universität Linz.

## Leben
Kienapfel wurde im ostpreußischen Heiligenbeil geboren. 1939 nahm sein Vater eine Stellung in Frankfurt (Oder) an, wohin die Familie dann umzog. Dort besuchte Kienapfel ab 1941 die Volksschule. Vor der näherrückenden Ostfront floh die Familie im Februar 1945 und gelangte schließlich nach Essen-Kettwig, wo Kienapfel ab 1947 das Neusprachliche Gymnasium besuchte und 1953 sein Abitur ablegte. Anschließend studierte er Rechtswissenschaften an der Universität zu Köln, wechselte aber schon im Wintersemester 1953/54 an die Universität Freiburg. Nach seinem Ersten Juristischen Staatsexamen 1957 widmete er sich seiner Promotion, die er 1960 unter Betreuung von Thomas Würtenberger und Hans-Heinrich Jescheck mit summa cum laude abschloss. Während seines Promotionsverfahrens arbeitete Kienapfel als Assistent am Freiburger kriminologischen Institut und Korrekturassistent, studierte im Nebenfach Anglistik und Romanistik und leistete sein Referendariat am Landgericht Freiburg ab, das er 1962 mit dem Zweiten Staatsexamen beendete. 1965 habilitierte er sich in Freiburg, ebenfalls unter Würtenberger und Jescheck und erhielt die Venia legendi für Strafrecht und Strafprozessrecht.
Es folgte 1966 eine Lehrstuhlvertretung an der Universität Gießen. Ab 1. Oktober 1967 hatte er den Lehrstuhl für Österreichisches Strafrecht und Strafprozessrecht an der Universität Linz inne. An der Universität Linz lehrte und forschte er bis zu seiner Emeritierung 2003 und wirkte wesentlich beim Aufbau des dortigen Multimediazentrums und der Digitalisierung des Lehrangebots mit. Rufe an die Universität Kiel und an die Universität Bielefeld lehnte er ab, um an der Gestaltung des österreichischen Strafrechts unter dem neu gefassten StGB mitwirken zu können. Auch nach seiner Emeritierung hält Kienapfel noch Veranstaltungen ab.
Diethelm Kienapfel war in erster Ehe von 1961 bis zur Scheidung 1968 verheiratet. Aus dieser Ehe stammten seine ersten beiden Kinder. Aus seiner zweiten, 1969 geschlossenen Ehe stammen zwei weitere Söhne.

## Werk und Werke (Auswahl)
Von Kienapfel stammen mit die ersten Lehrbücher zum 1975 in Kraft getretenen österreichischen StGB. Ferner setzte er sich in seinen Publikationen zum österreichischen Strafrecht nachdrücklich für das heute in Österreich geltende Einheitstäterprinzip ein. Darüber hinaus ist Kienapfel für seine Kommentierung im Wiener Kommentar zum StGB bekannt. Bei Studierenden äußerst beliebt sind die von ihm begründeten und seither mehrfach aufgelegten Lernprogramme zum österreichischen Strafrecht.
- Körperliche Züchtigung und soziale Adäquanz im Strafrecht. C. F. Müller, Heidelberg 1961 (Dissertation).
- Urkunden im Strafrecht. Klostermann, Frankfurt am Main 1967, ISBN 3-465-00486-8 (Habilitationsschrift).
- Der Einheitstäter im Strafrecht. Klostermann, Frankfurt am Main 1971.
- Urkunden und andere Gewährschaftsträger. Klostermann, Frankfurt am Main 1979, ISBN 3-465-01343-3.
- Strafrecht, Allgemeiner Teil - Mit Einführungen in programmierter Form. De Gruyter, Berlin 1984, ISBN 3-11-009804-0.
- mit Kurt Schmoller: Strafrecht Besonderer Teil III - Delikte gegen sonstige Individual- und Gemeinschaftswerte. 2. Auflage. Manz, Wien 2009, ISBN 978-3-214-14963-5.
- mit Frank Höpfel und Robert Kert: Lernprogramm Strafrecht - Allgemeiner Teil. 15. Auflage. Manz, Wien 2016, ISBN 978-3-214-12198-3.
- mit Valentin Schroll: Studienbuch Strafrecht - Besonderer Teil I - Delikte gegen Personenwerte. 4. Auflage. Manz, Wien 2016, ISBN 978-3-214-14944-4.
- mit Frank Höpfel und Robert Kert: Grundriss des Strafrechts - Allgemeiner Teil. 15. Auflage. Manz, Wien 2016, ISBN 978-3-214-12196-9.
- mit Kurt Schmoller: Studienbuch Strafrecht - Besonderer Teil II - Delikte gegen Vermögenswerte. 2. Auflage. Manz, Wien 2017, ISBN 978-3-214-10571-6.